# Anchor Bible Series
L'Anchor Bible Series è il progetto multiconfessionale di un commentario ai libri del Vecchio e del Nuovo Testamento, al quale dal 1956 hanno contribuito più di 1.000 accademici ebrei, cattolici, ortodossi orientali, protestanti, musulmani, laici e di altre denominazioni religiose.

## Storia editoriale
Il gesuita statunitense Joseph Fitzmyer (1920-2016) curò il commento al Vangelo secondo Luca (in due volumi), agli Atti degli Apostoli, alla Prima Lettera ai Corinzi, ai Romani e Filemone.Raymond Brown pubblicò nel 1966 il comento al Vangelo secondo Giovanni (in due volumi), al quale seguì nel '97 l'uscita in stampa di An Introduction to the New Testament al'interno del sottoprogetto Anchor Bible Reference Library. 
 
A partire dal 2005, David Noel Freedman ha diretto la pubblicazione di oltre 120 volumi per conto della Doubleday, un marchio della casa editrice Random House Inc. Due anni più tardi, la Yale University Press acquisì i diritti dell'opera e, alla morte di Freedman nel 2008, John J. Collins fu nominato direttore generale della collana.

## Contenuto
L'opera è composta da una serie di commentari, da un dizionario biblico e da un indice bibliografico aggiornato periodicamente:
- Anchor Commentary Series: è una traduzione della Bibbia ebraica, della Septuaginta greca, del Nuovo Testamento e dei deuterocanonici con l'esclusione degli scritti apocrifi, corredata dal commento esegetico di William Albright. Per ogni libro del canone biblico, la serie include una traduzione originale e comparata (vale a dire, annotata con eventuali proposte alternative di traduzione), applicando i progressi della linguistica moderna nel'ambito delle lingue antiche, oltre ad una sintesi dell'evoluzione storica, critica e letteraria del testo, uno schema dei principali temi e argomenti trattati, un commento dei singoli versi e l'esposizione delle tesi accademiche fra loro concorrenti. Inoltre, è descritto il contesto storico, mediante fotografie, illustrazioni, mappe di manufatti e luoghi associati ai siti e alle personalità bibliche. Alcuni libri biblici sono trattati in molteplici volumi;
- Anchor Bible Dictionary: contiene più di 6.000 voci redatte da 800 studiosi di provenienza internazionale. Ha illustrazioni e line-art in tutto ed è anche disponibile per il download da Logos Bible Software o Accordance Bible Software. Il "Dizionario" comprende articoli sui Rotoli del Mar Morto , primi rapporti ebraico-cristiani, Gesù storico, metodi sociologici e letterari di critica biblica, ermeneutica femminista e numerose voci su siti archeologici, nonché bibliografie con citazioni elencate singolarmente nella fine di ogni articolo. Illustrazioni e line art possono essere liberamente scaricate mediante il Logos Bible Software oppure tramite l'Accordance Bible Software. Le singoli voci, corredate da una bibliografia specifica, vertono sui Rotoli del Mar Morto, i siti archeologici, l'incontro fra Ebraismo e Cristianesimo primitivo, il Gesù storico, i metodi sociologici e letterari di critica biblica e l'ermeneutica femminista, fra gli altri temi affrontati;
- Anchor Bible Reference Library: è una serie di oltre trenta volumi di antropologia, archeologia, ecologia, geografia, storia, lingue, letteratura, filosofia, religioni e teologia, in costante aggiornamento.